# 周髀算經

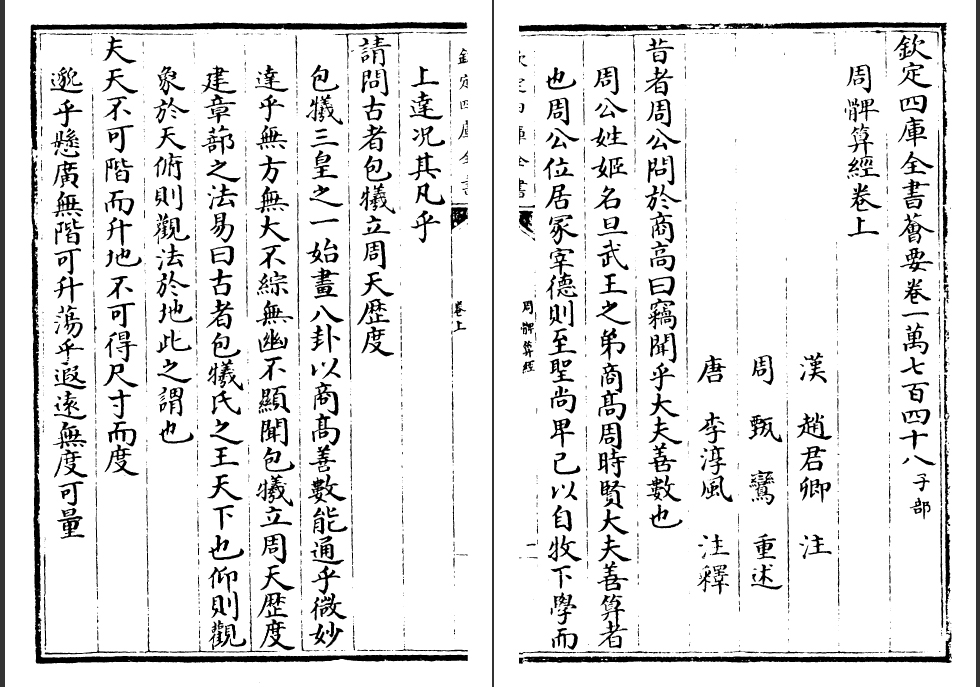
四库全书 周髀算經书影

《周髀算經》（「髀」）也简称《周髀》，是中国古代一本数学专业书籍，在中国唐代收入《算经十书》，并为《十经》的第一部。
周髀的成书年代至今没有统一的说法，有人认为是周公所作，也有人認為是在西漢末年寫成。
《周髀算经》是中国历史上最早的一部天文曆算著作，也是中國流傳至今最早的數學著作，是後世數學的源頭，其算術化傾向決定中國數學發展的性質，歷代數學家奉為經典。在四庫全書中為子部天文演算法推步類。

## 起源
《周髀算經》原名《周髀》，出現於西漢時期，記載相關天文學和數學的發展成果，尤其在數學方面有著突破性的進步，後人認為是經典之作，因此則改稱為《周髀算經》。

## 內容
“周髀”这个名称，按该书中的解释，“周”指的是周代，指从周代传下来的一些方法，“髀”原意指的是股（大腿）或者股骨，在这里的意思是“用来测量日影的长八尺之表”。

### 天文學
天文學方面，《周髀》主要闡述蓋天說和四分曆法。

### 數學
數學方面，《周髀》主要記載漢代的數學成就，率先提出了幾何學重要的勾股定理，並在測量太陽高遠的方法中給出勾股定理的一般公式。
《周髀》中出現運用重差術繪出的日高圖，不過沒有詳細說明方法，三國時，趙爽、劉徽進一步研究，使之成為中國古代測望理論的核心內容。
《周髀》周就是圆，髀就是股。上面记载周公与商高的谈话，其中就有勾股定理的最早文字记录，即“勾三股四弦五”，亦被称作商高定理。事实上这一定理在时间上还应往前推移。

### 地理學
地理學方面，《周髀》明確闡述了極晝和極夜現象。

## 價值
《周髀算經》的作者已經無法得知，從成書時間來看，並非一人一時之作，而是對先秦數學發展成果的總結。
《周髀算經》是中國流傳至今最早的數學著作，是後世數學的源頭，其算術化傾向決定中國數學的性質，歷代數學家奉為經典。
《周髀算经》的采用最简便可行的方法确定天文历法，揭示日月星辰的运行规律，囊括四季更替，气候变化，包涵南北有极，昼夜相推的道理。给后来者生活作息提供有力的保障，自此以后历代数学家无不以《周髀算经》为参考，在此基础上不断创新和发展。

## 日高與七衡
|        |        |
| 日高圖 | 七衡圖 |

### 引用
1. ↑  《中国古代天文学绝不是星占学》 （页面存档备份，存于），北方網，2004年7月6日。
2. 1 2 3 4 5 6 7 8  龔書鐸. . . 200 9: 115.
3. ↑  王子今. . . 2009: 346–348.
4. 1 2  胡世慶. . . 2009: 822–831.

## 外部連結
- 可搜索的《周髀算經》（页面存档备份，存于）
- 《周髀算經》：古代天文書（页面存档备份，存于）